# Финал Кубка Узбекистана по футболу 2023
Финал Кубка Узбекистана 2023 (Футбол бўйича 2023-йилги Ўзбекистон Кубоги финали) — 31-й финальный матч Кубка Узбекистана.
Перед финалом АГМК на групповом этапе обыграл «Гиждуван», «Андижан-СГС» и «Джизак». В четвертьфинале одолел «Локомотив» со счётом 2:1, а в четвертьфинале — « Хорезм » со счётом 4:2. В полуфинальном матче с «Навбахором» в основное время была зафиксирована ничья. В серии пенальти после матча АГМК выиграл. В этом сезоне в кубковых матчах АГМК забил 17 голов и пропустил 7 голов.
«Насаф» также сыграл в 6 матчах перед финалом. На групповом этапе команда обыграла «Коканд 1912», «Сурхон» и «Машъал» со счётом 1:0 и вышла в плей-офф. В четвертьфинале команда обыграла «Бухару» и «Турон». В полуфинале команда одержала победу над «Динамо» и вышла в финал. В этом турнире «Насаф» забил 11 голов и пропустил 5 голов.